# Поверхня атаки
Пове́рхня ата́ки — термін, що застосовується при вирішенні завдань інформаційної безпеки комп'ютерних систем, і позначає загальну кількість можливих вразливих місць. Зменшення поверхні атаки є одним із основних заходів з підвищення безпеки.
Що більше компонентів установлено на сервері, то більшим є число потенційно вразливих місць і, відповідно, поверхня атаки. Мережеві застосунки можуть використовуватися для здійснення атаки на сервери, тому для зменшення потенційних можливостей атаки можна скоротити кількість використовуваних у мережі застосунків, просто відключивши непотрібні служби і застосунки і встановивши брандмауер зі списком керування доступом.
Відкритий порт — це можливість для злому сервера, тому чим менше застосунків прослуховує мережу, тим менше ймовірність атаки. Для підвищення безпеки слід відключити невикористовувані мережеві застосунки.
Наприклад, Windows Server 2003, порівняно з іншими версіями операційних систем Windows, дозволяє активізувати менше мережевих служб, завдяки чому поверхня атаки зменшується.